# Cerapachys fervidus
Cerapachys fervidus é uma espécie de formiga do gênero Cerapachys.